# Onychocorycaeus latus
Onychocorycaeus latus – gatunek widłonoga z rodziny Corycaeidae.

## Systematyka
Gatunek ten opisał pomiędzy 1849 a 1852 rokiem amerykański zoolog James Dwight Dana, nadając mu nazwę Corycaeus latus. Jako miejsce typowe autor wskazał obszar na Oceanie Atlantyckim o szerokości geograficznej 3°45’–4°20’N oraz długości geograficznej 19°30’–18°30’W. Opisany w tej samej publikacji takson Corycaeus laticeps został później zsynonimizowany z Corycaeus latus. W 1912 roku Maria Dahl wprowadziła podrodzaj Corycaeus (Onchocorycaeus), na jego gatunek typowy wyznaczając C. latus. Podrodzaj ten zyskał później status odrębnego rodzaju.